# Poul Pedersen
Pour les articles homonymes, voir Pedersen.
Poul Ebbesen Pedersen, né le 31 octobre 1932 à Aarhus, et mort le 23 décembre 2016, est un footballeur danois évoluant au poste d'attaquant.

## Carrière

### Carrière en club
Poul Pedersen évolue durant toute sa carrière sous les couleurs de l'AIA-Tanbjerg, jouant 389 matchs, avec lequel il connaît quatre saisons en première division (1955-1956, 1956-1957, 1958 et 1961). 
Il joue son dernier match pour l'AIA le 21 novembre 1965 contre le Køge BK en deuxième division.

### Carrière en sélection
Il réalise ses débuts avec l'équipe du Danemark le 21 juin 1953, contre la Suède, lors du championnat nordique.
Il est médaillé d'argent aux Jeux olympiques d'été de 1960, jouant six matchs et marquant un but en phase de groupes contre la Pologne. 
Il inscrit deux doublés en équipe nationale : le premier, contre l'Islande en juillet 1955, et le second, contre la Pologne en mai 1958. A 16 reprises, il est capitaine de l'équipe du Danemark, la première fois en septembre 1958 et la dernière en juillet 1960.
Poul Pedersen met un terme à sa carrière internationale en 1964 avec un total de 17 buts inscrits ; il devient lors de son dernier match le premier footballeur danois à atteindre les 50 sélections en équipe nationale.

## Famille
Son petit-fils Viktor Fischer est un footballeur professionnel.